# Meurtre au Vatican
Pour plus de détails, voir Fiche technique et Distribution.
Meurtre au Vatican (Morte in Vaticano) est un film italo-espagnol réalisé par Marcello Aliprandi, sorti en 1982, d'après un roman de Max Savigny et Maurice Serral.

## Synopsis
Le film s'inspire des Théories du complot sur la mort de Jean-Paul Ier, pape mort 33 jours après son élection. Le film est sorti quatre ans après sa mort en 1978.
Jeune prêtre contestataire, Bruno Martello revient transformé d'une quête spirituelle en Inde et au Népal. Il retourne en Europe où son ancien professeur de théologie, Andreani, vient d'être élu pape sous le nom de Jean-Clément Ier. Ce dernier inquiète les conservateurs par son projet d'une Église pour les pauvres. Convaincu de la nécessité de maintenir le pouvoir sacerdotal, Martello va organiser l'assassinat du nouveau pape.

## Fiche technique
- Titre : Meurtre au Vatican
- Titre original italien : Morte in Vaticano
- Titre original espagnol : Muerte en el Vaticano
- Réalisation : Marcello Aliprandi
- Scénario : Marcello Aliprandi, Lucio Battistrada, Alberto Fioretti, Enzo Gallo, Pedro Mario Herrero, d’après le roman de Max Savigny et Maurice Serral
- Producteur : Enzo Gallo
- Société de production et de distribution : 
  - Film International Company
  - Ízaro Films
  - Televicine S.A. de C.V.
- Musique : Pino Donaggio
- Photographie : Alejandro Ulloa
- Montage : Antonio Siciliano
- Direction artistique : Antonio de Miguel, Elio Micheli
- Pays de production :  Italie,  Espagne
- Format : couleur (Eastmancolor) - pellicule : 35 mm - son : Mono
- Genre : Drame
- Durée : 105 minutes
- Dates de sortie :
  - Italie : 30 août 1982 (Mostra de Venise)
  - Italie : 1er janvier 1983
  - Espagne : 6 juin 1983 (Madrid)
  - Espagne : 9 juillet 1984 (Barcelone)
  - France : 29 octobre 1986[1]

## Distribution
- Terence Stamp : le pape Jean-Clément Ier
- Jacques Stany : un cardinal
- Fabrizio Bentivoglio : le père Bruno Martello
- Paula Molina : Nina
- Gabriele Ferzetti : cardinal Ixaguirre
- José Luis López Vázquez : monseigneur Perrone
- Antonio Marsina : Vittorio
- Roberto Antonelli : Paco
- Adriano Amidei Migliano : le docteur
- Eduardo Fajardo : le recteur